# Hal Landaker
Harold Cline „Hal“ Landaker (* 5. Oktober 1924 in Chicago, Illinois; † 2. Juni 2017 in Los Angeles, Kalifornien) war ein US-amerikanischer Ton- und Kameratechniker. Von 1972 bis 1989 war er Production Sound Director der Burbank Studios. Für seine Entwicklungen auf dem Gebiet der Video- und Tontechnik wurde er zweimal mit dem Oscar für technische Verdienste ausgezeichnet.

## Leben
Hal Landaker wurde 1924 als Sohn der Künstler Harold Charles Landaker (1892–1966) und Mabel Beatrice Holtz Landaker (1902–1998) in Chicago geboren. 1927 wurde sein Bruder Walter geboren. Die Familie tourte 15 Jahre mit einem Zirkus, für den Harold Charles Landaker die Plakate malte. 1946 ließ sich die Familie im Monterey County in Kalifornien nieder.
Seine Karriere in der Filmbranche begann Hal Landaker 1953 bei der Filmproduktion des Horrorfilms Das Kabinett des Professor Bondi. 1954 erhielt er eine Anstellung bei Columbia Pictures als Techniker für die Wartung der Studio-Tontechnik. Bis 1967 war Landaker zum verantwortlichen Ingenieur für die gesamte Tontechnik der Filmproduktion und stellvertretendem Leiter der Tonabteilung aufgestiegen.
Beim Science-Fiction-Film Verschollen im Weltraum von John Sturges war Landaker 1969 als Video Supervisor an der Produktion beteiligt. Die Herausforderung bei dieser Produktion bestand darin, bei der Darstellung von Bildschirmen die unterschiedlichen Bildfrequenzen (24 Bilder pro Sekunde für Kinofilm und 30 Bilder pro Sekunde für Video) zu harmonisieren. Landaker modifizierte dafür vier Videokameras und nahm Anpassungen am Kameramotor und den Videobildschirmen vor. 1970 entwickelte Landaker bei Columbia mit Unterstützung der Kameraabteilung das kabellose, synchronisierte Ton-Kamera-System „Synctrol“, das nur von zwei Personen bedient werden musste und damit eine deutliche Zeit- und Kostenersparnis im Vergleich zu früheren Systemen versprach.
Columbia Pictures und Warner Bros. Pictures hatten 1971 gemeinsam The Burbank Studios (TBS) gegründet. Landaker wurde dort 1972 zum Leiter des Production Sound Departments befördert. Damit übernahm er die Verantwortung für die komplette Tontechnik, die bei den Produktionen des Studios zum Einsatz kam. Zu dieser Zeit brachte er auch seinen Sohn Alan Landaker als Chief Engineer ins Studio, mit dem er die nächsten Jahrzehnte an vielen Projekten gemeinsam arbeiten sollte. William Friedkin engagierte Landaker als Sound Consultant für die Produktion des Horrorfilms Der Exorzist (1973). 1977 entwickelte Landaker für den größtenteils unter Wasser gedrehten Abenteuerfilm Die Tiefe ein transportables Effekt-Aufnahme-System. Danach wirkte Landaker vor allem als Video Supervisor oder Berater für Video-Effekte an Filmproduktionen wie Der tödliche Schwarm, Das China-Syndrom, Star Trek II: Der Zorn des Khan, Das fliegende Auge, Ein Richter sieht rot und Scarface.
Nach einem Rechtsstreit mit seinem Arbeitgeber, den Burbank Studios, verließ Hal Landaker das Unternehmen Ende 1989.
Landaker war Mitglied der Academy of Motion Picture Arts and Sciences (AMPAS), bei der er Mitglied des Scientific and Technical Committees war. Er war auch Mitglied der Cinema Audio Society (CAS) und der International Alliance of Theatrical Stage Employees (IATSE).
Aus seiner 1945 geschlossenen Ehe mit Rosemary Capps (1924–2003) gingen die Söhne Alan und Gregg Landaker hervor, die ebenfalls in der Filmbranche tätig waren. Harold Landaker starb am 2. Juni 2017 im Alter von 92 Jahren.

## Filmografie
- 1969: Verschollen im Weltraum (Marooned)
- 1971: Brother John
- 1973: Der Exorzist (The Exorcist)
- 1977: Die Tiefe (The Deep)
- 1978: Der tödliche Schwarm (The Swarm)
- 1979: Institute for Revenge (Fernsehfilm)
- 1979: Das China-Syndrom (The China Syndrome)
- 1980: Mit einem Bein im Kittchen (Used Cars)
- 1981: The Man Who Saw Tomorrow
- 1982: Star Trek II: Der Zorn des Khan (Star Trek II: The Wrath of Khan)
- 1982: Entity – Es gibt kein Entrinnen vor dem Unsichtbaren, das uns verfolgt (Entity)
- 1983: Das fliegende Auge (Blue Thunder)
- 1983: Ein Richter sieht rot (The Star Chamber)
- 1983: Scarface
- 1984: Star Trek III: Auf der Suche nach Mr. Spock (Star Trek III: The Search for Spock)
- 1985: Explorers – Ein phantastisches Abenteuer (Explorers)
- 1985: Was für ein Genie (Real Genius)
- 1986: Star Trek IV: Zurück in die Gegenwart (Star Trek IV: The Voyage Home)
- 1987: Schlappe Bullen beißen nicht (Dragnet)
- 1989: Fletch – Der Tausendsassa (Fletch Lives)
- 1989: Meine teuflischen Nachbarn (The ′Burbs)

## Auszeichnungen und Nominierungen
- 1975: Nominierung für den BAFTA Film Award in der Kategorie Bester Ton für Der Exorzist, gemeinsam mit Christopher Newman, Jean-Louis Ducarme, Robert Knudson, Fred J. Brown, Bob Fine, Ross Taylor, Ron Nagle, Doc Siegel und Gonzalo Gavira.[14]
- 1982: Auszeichnung mit dem Oscar für technische Verdienste an Hal Landaker „für das Konzept“ und Alan D. Landaker „für die Entwicklung des 24-Bilder-Farbvideosystems des Production Sound Departments der Burbank Studios.“[15]
- 1987: Auszeichnung mit dem Oscar für technische Verdienste an Hal Landaker und Alan Landaker der Burbank Studios „für die Entwicklung der niederfrequenten Beat-System-Cue-Spur für Tonaufnahmen bei Filmproduktionen“[15]